# Weltmeisterschaften im Gewichtheben 1947
Die 26. Weltmeisterschaften im Gewichtheben fanden vom 26. bis zum 27. September 1947 in der US-amerikanischen Stadt Philadelphia im Bundesstaat Pennsylvania statt. An den von der International Weightlifting Federation (IWF) im Dreikampf (beidarmiges Drücken, Reißen und Stoßen) ausgetragenen Wettkämpfen nahmen 39 Gewichtheber aus zwölf Nationen teil.

## Medaillengewinner
| Disziplin           | Gold             | Silber             | Bronze           |
| ------------------- | ---------------- | ------------------ | ---------------- |
| Bantamgewicht       | Joseph DePietro  | Richard Tom        | Rosaire Smith    |
| Federgewicht        | Robert Higgins   | Nam Su-il          | Emerick Ishikawa |
| Leichtgewicht       | Peter George     | John Stuart        | George Espeut    |
| Mittelgewicht       | Stanley Stanczyk | Frank Spellman     | Kim Sung-Jip     |
| Leichtschwergewicht | John Terpak      | Keevil Daly        | Juhani Vellamo   |
| Superschwergewicht  | John Davis       | Norbert Schemansky | Václav Bečvář    |

## Medaillenspiegel
Die Platzierungen im Medaillenspiegel sind nach der Anzahl der gewonnenen Goldmedaillen sortiert, gefolgt von der Anzahl der Silber- und Bronzemedaillen (lexikographische Ordnung). Weisen zwei oder mehr Nationen eine identische Medaillenbilanz auf, werden sie alphabetisch geordnet auf dem gleichen Rang geführt.
| Rang | Nation                 | Gold | Silber | Bronze | Gesamt |
| ---- | ---------------------- | ---- | ------ | ------ | ------ |
| 1.   | Vereinigte Staaten     | 6    | 3      | 1      | 10     |
| 2.   | Kanada                 | 0    | 1      | 1      | 02     |
| 2.   | Südkorea               | 0    | 1      | 1      | 02     |
| 4.   | Britisch-Guayana       | 0    | 1      | 0      | 01     |
| 5.   | Finnland               | 0    | 0      | 1      | 01     |
| 5.   | Tschechoslowakei       | 0    | 0      | 1      | 01     |
| 5.   | Vereinigtes Königreich | 0    | 0      | 1      | 01     |